# Ajjúbida és mamlúk művészet

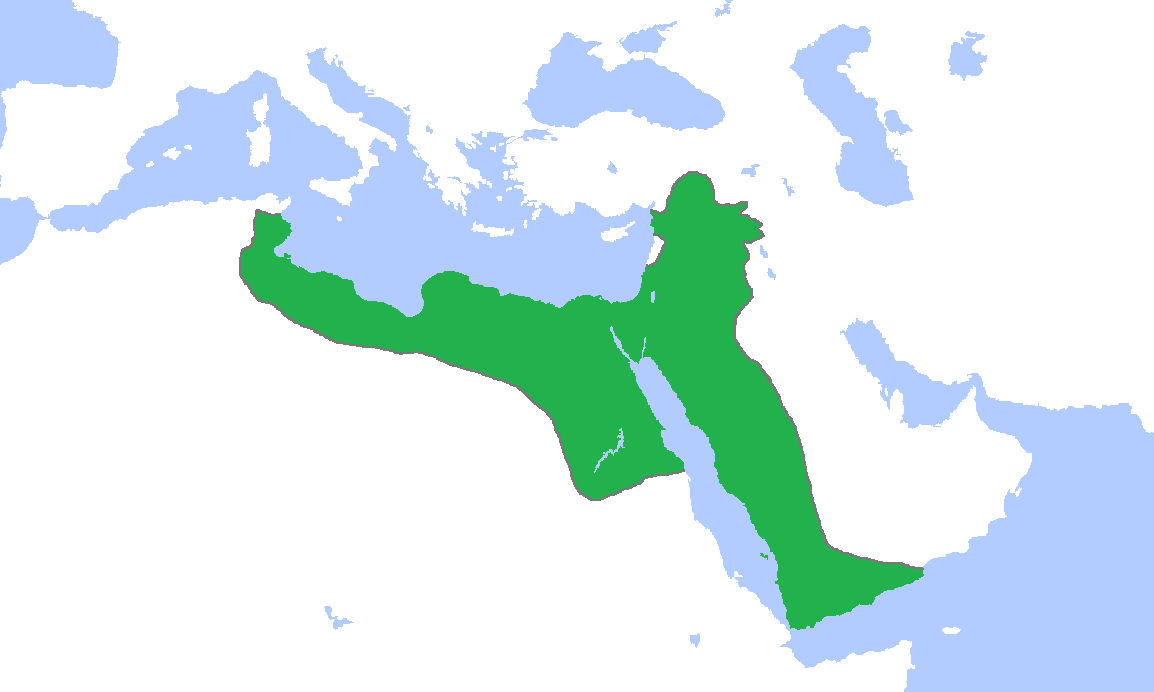
Az Ajjúbidák (1168–1371) által uralt terület uralkodásuk csúcspontján

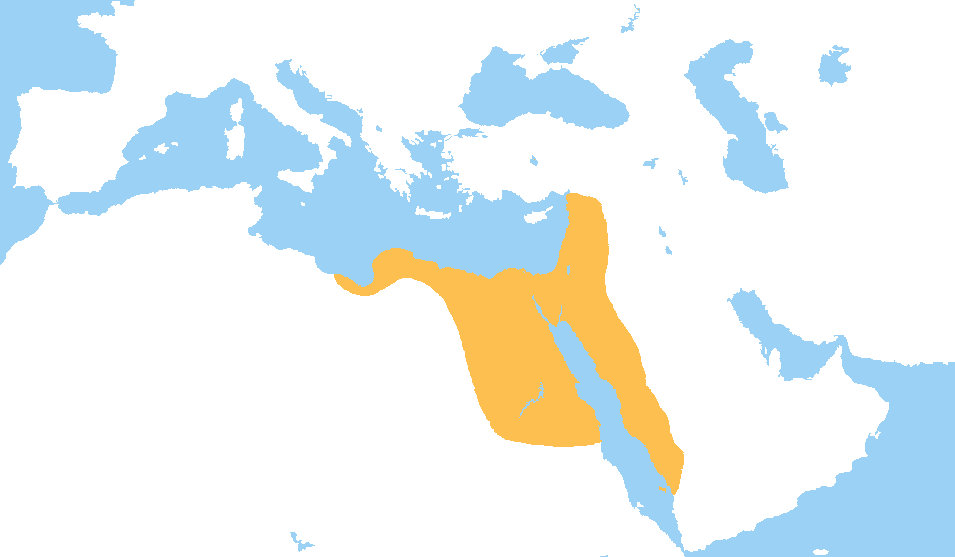
A mamlúkok (1254–1517) által uralt terület 1279-ben

Az ajjúbida művészethez tartozik a 12-13. században Szíria és Egyiptom egy részén uralkodó Ajjúbida-dinasztia uralma alatt a Közel-Keleten készült műalkotások együttese.

## Háttér

### Az ajjúbida Szaladin, az iszlám hőse

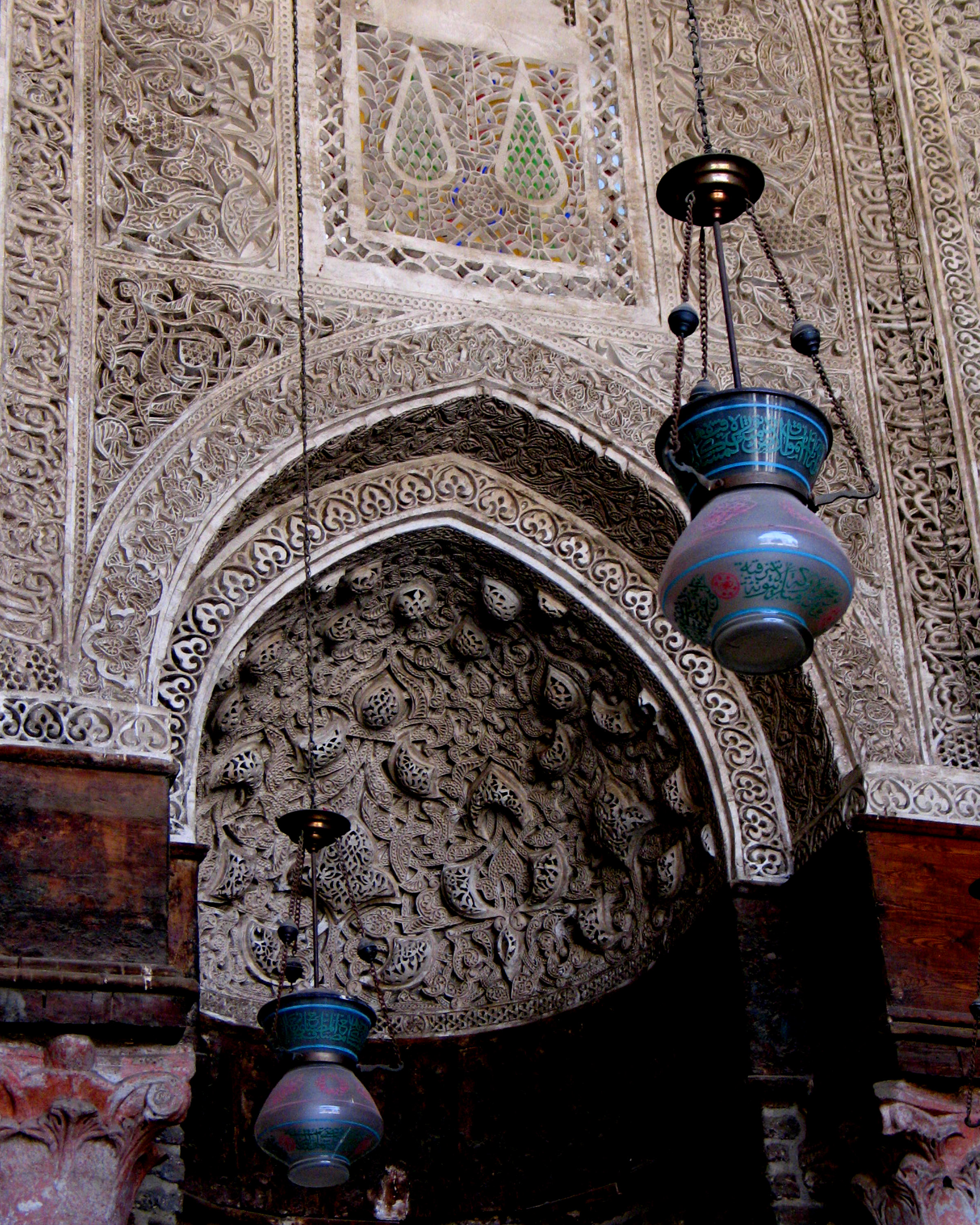
Az Al-Naszir Mohamed mecset mirhábja

A XII. század során a keresztes háborúk európai uralom alá hajtotta a Földközi-tenger keleti partvidékét. A keresztesek (akiket az arabok csak frankoknak hívtak) 1099-ben elfoglalták Jeruzsálemet.
Az aleppói zengida uralkodó, Núr ad-Dín (1146–1174) egyesítette a kisebb szíriai államokat Egyiptommal. Célja a Szent Város, Jeruzsálem visszaszerzése volt. A Sziklaszentélyt a keresztesek tévesen Templom Domininak (az Úr Templomának) neveztek. 1187-ben Szaladin visszafoglalta Jeruzsálemet.
Szaladin (Szaláh ad-Dín al-Ajjúbi), az Ajjúbida-dinasztia alapítója, előkelő kurd katonacsaládból származott, fiatal éveit Baalbekben töltötte. 1152-től Núr ad-Dínnak, Damaszkusz, Aleppó és Moszul uralkodójának kíséretéhez tartozott. Amikor Núr ad-Dín meghalt 1174-ben, Szaladint választották Szíria uralkodójává. Meghirdették a dzsihádot a keresztesek ellen. 1187-ben Hattínnál megütközött a keresztesekkel Szaladin. 1193-ban, Szaladin halálával véget ért a dzsihád.
Szaladin eredetileg azért jött Egyiptomba 1169-ben, hogy Szíria Zengida uralkodójának szolgálatában felvegye a harcot a keresztesekkel. Szaladin nemcsak a keresztesek ellen vívott harcai miatt jelentős az iszlám világban, hanem azért is, mert 1171-ben eltávolította az utolsó fátimida kalifát is és visszaállította az Abbászidák uralmát, ezzel együtt a szunnita ortodox iszlám hatalmát is a térségben. Rövid időn belül megszerezte Jemen, Szíria és Irak fölötti uralmat is.

### A mamlúkok
Az utolsó ajjúbida szultán, asz-Szálih Nadzsm ad-Dín jelentős számú kipcsak-török rabszolgakatonát hozatott a birodalomba Dél-Oroszországból. 1250-ben Egyiptomban, 1260-ban pedig Szíriában a rabszolgakatonák ragadták magukhoz a hatalmat (az arab mamlúk birtokoltat, azaz rabszolgát jelent). 1250-től 1390-ig a birodalom élén leginkább kipcsak-török származású, bahri mamlúkok álltak, 1390-től 1517-ig főként a kaukázusi cserkesz eredetű burdzsi ág uralkodott. Uralkodásuknak végül az oszmán hódítások vetettek véget, miután I. Szelim elfoglalta Szíriát és Egyiptomot.

## Építészet

### A muszlim Aleppó
A muszlimok Hálid ibn al-Valíd vezetésével foglalták el 636-ban Aleppót. Az aleppói nagymecset mintája a damaszkuszi omajjád mecset volt, a századok során számtalanszor újjáépíttették. A legimpozánsabb épület a város fölé magasodó középkori citadella. A természetes, lapos tetejű dombon már a pre-iszlám időszakban is település és kegyhely állt. Az ajjúbida al-Malik az-Záhir Gázinak (1186–1216) köszönhetően Szíria egyik legbevehetetlenebb erődítményévé vált.

#### Az ajjúbida aranykor

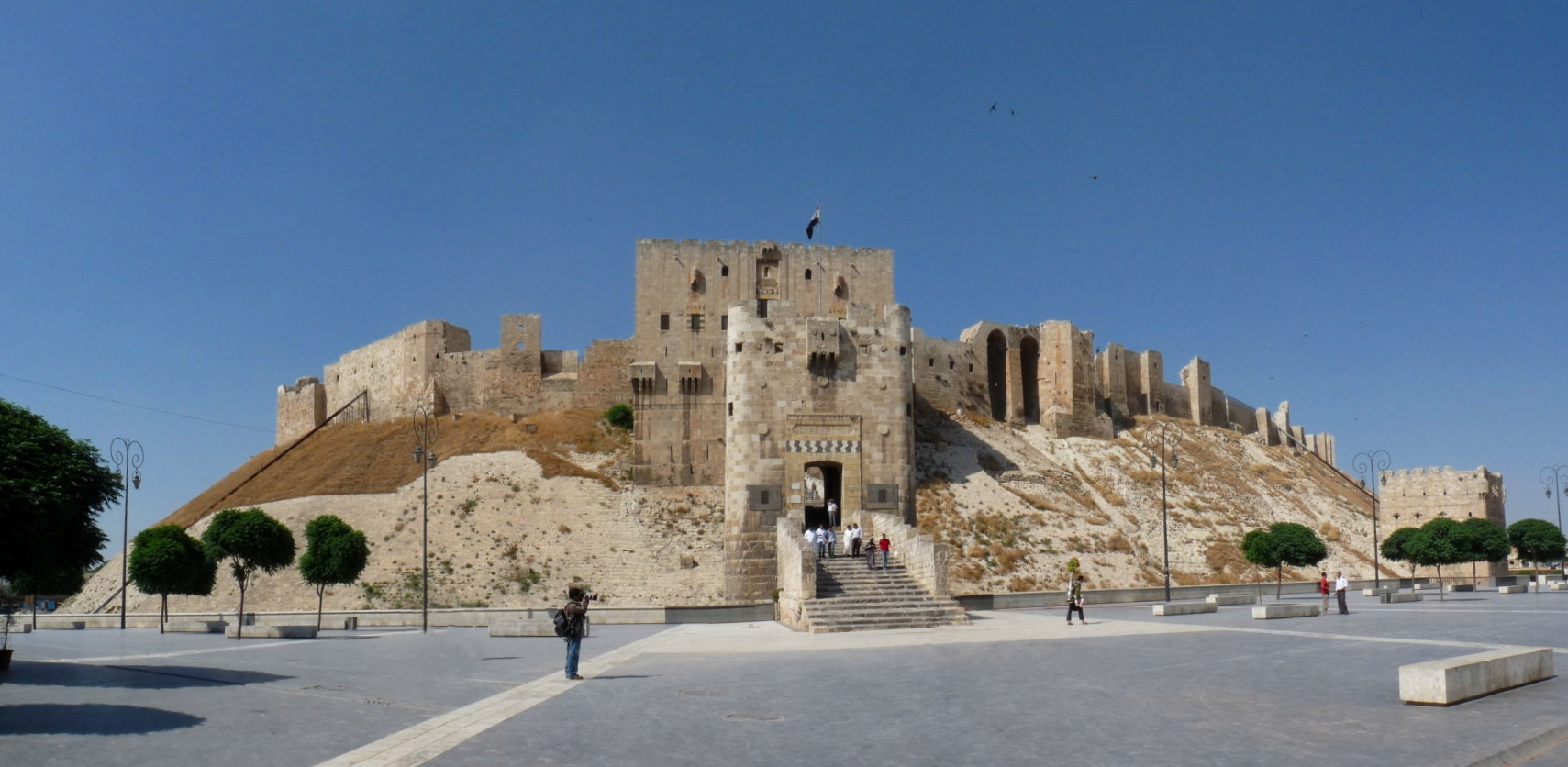
Az aleppói citadella, al-Malik az-Záhir Gázi erősítette meg a 12. században

1183-ban Szaladin meghódította a várost. Először bátyja, al-Ádil, majd fia, al-Malik az-Záhir Gázi volt a város kormányzója. Gázi nevéhez fűződik a legtöbb alakítás a városban, sok szempontból a Núr ad-Dín által megkezdett munkákat folytatta. Az al-Firdausz medresze (a Paradicsom Iskolája) Gázi felesége, Dajfa Hátun alapította, amely Aleppó leghíresebb teológiai iskolája lett. Ebben az épületegyüttesben jogi iskola, mauzóleum és rendház is helyet kapott. Háromkupolás mecset állt az udvaron, az északi oldalon kert állt, melyből ejván nyílt.

#### A mamlúk korszak

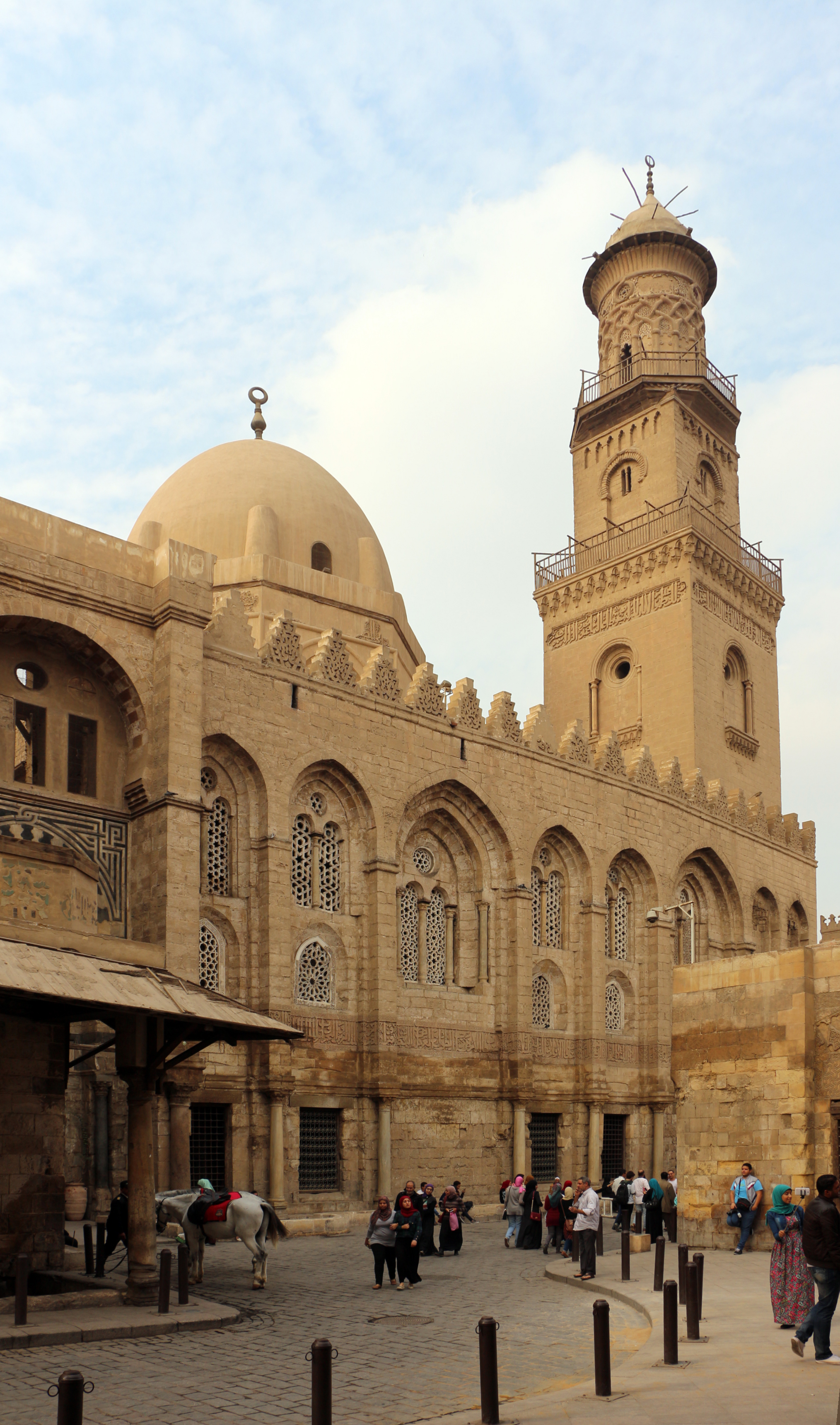
Kaláún szultán komplexuma, medresze és mauzóleum, 1245–1285

Aleppó hamarosan a mamlúkok fennhatósága alá került, és birodalmuk északi határvárosa lett. Általánosságban azt mondhatjuk, hogy a korszak épületei szoros rokonságban állnak az ajjúbida építészettel.
Bár a mamelukok elsősorban hivatásos katonák voltak, ők is támogatták a művészeteket és szívesen áldoztak a szebb alkotásokra. A mamelukok alatt Kairó elérte a gazdagságának a csúcsát, a vallási és középületek soha nem látott mértékben fejlődtek és épültek. Jellemzőek a még ma is megcsodálható monumentális kőhomlokzatok, magas kupolák és minaretek, erkélyes épületeik ma is Kairó legkiemelkedőbb látnivalói közé tartoznak. Ugyanekkor a mamelukok házaikat előszeretettel rendezték be a kor kézművesei által gyártott igényes bútorokkal, személyes használati tárgyaikkal, amiken nem egyszer saját nevüket, vagy rájuk jellemző jegyeket is feltüntették, például saját címerüket, védőszentjük attribútumait.

### Kairó az Ajjúbida és a mamlúk korban

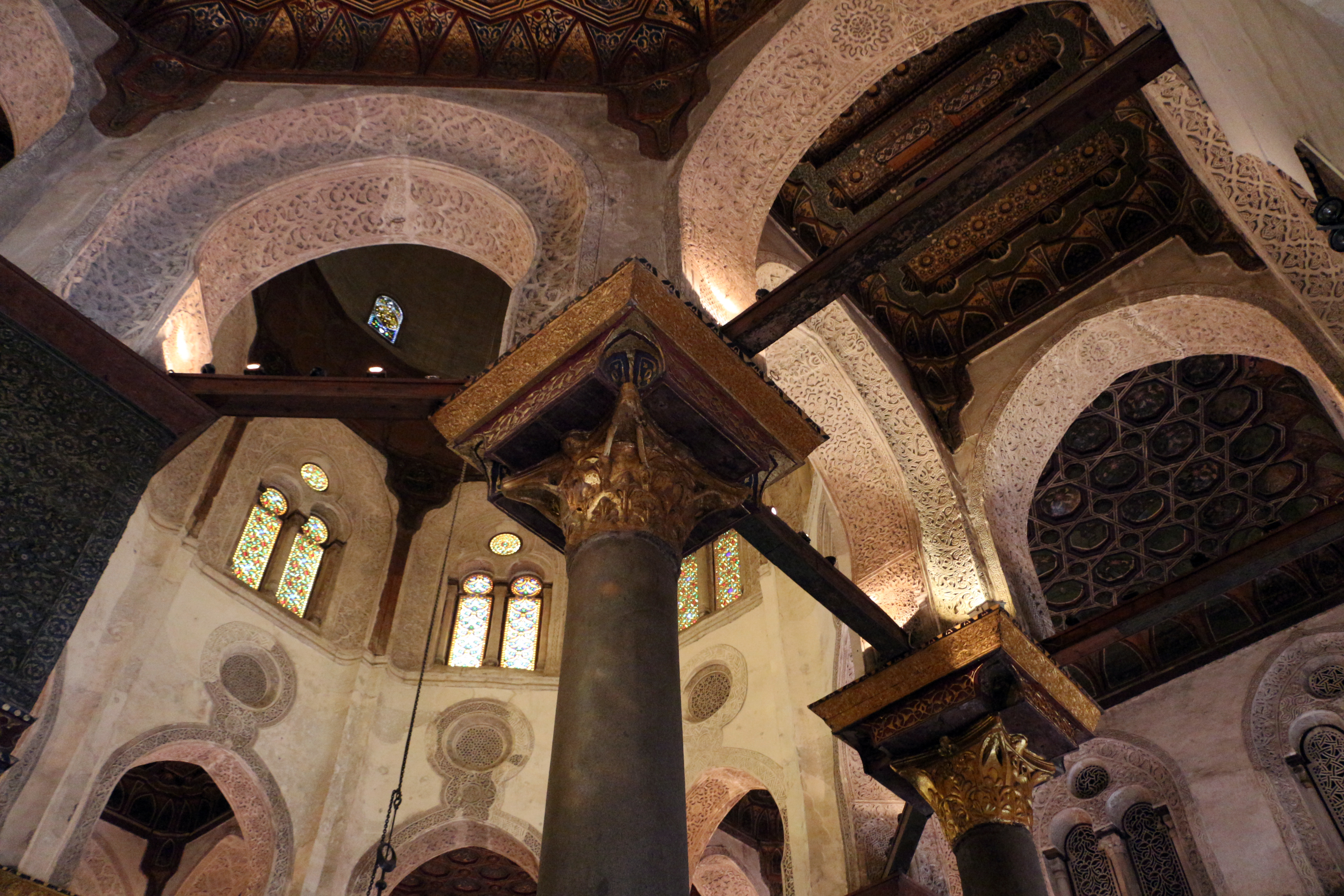
Kaláun szultán mauzóleumának kupolás belső tere

Kairó az Ajjúbidák (1169–1260), és a mamlúkok (1250–1517) alatt vált a muszlim világ központjává. A város alapvető struktúrája és épületei azonban a Fátimidák korára vezethetők vissza, ahogy a Kairó név is (al-Káhira), amikor a helyőrségi várostól, Fusztáttól északra felépítették birodalmuk székhelyét.
Szaladin kiszélesítette a városfalakat, és kísérletet tettek a két város egyesítésére. A két város lassan egymáshoz kezdett nőni. A politikai elit Kairó központjától a citadellába helyezte át székhelyét. A központi negyed, ahol azelőtt a fátimida paloták is álltak, a felsőosztályok körében népszerű lett. A város a mamlúk korban lassan kinőtte a fátimida kori városfalak határait.

### Mauzóleumok
Kairó szinte összes vallásos építményéhez egy vagy több mauzóleumot is emeltek (ezeket türbének, vagy kubbának hívták). Rendszerint négyzetes alaprajzú épületek kupolái a századok során egyre gazdagabb díszített csegelyeken nyugszanak.
A mamlúkok azért hoztak létre ilyen alapítványokat, hogy saját mauzóleumaikat is felépíthessék. Nagy jelentőséget tulajdonítottak a mauzóleumoknak a mamlúkok. A mauzóleumok vallási jellegét a bennük található imafülkék is alátámasztják.

### Négyejvános épületegyüttesek
Minden épületegyüttes szívében állt egy mecset, medresze vagy egy szúfi kolostor, amelyet a patrónus mauzóleumával együtt alapítottak. A nyitott mecseteken kívül már egész korán alkalmazni kezdtek egy másik épülettípust a mecsetépítészetben. Ezek a kereszt alakú négy ejvános épületek, amelyek a medreszékkel jelentek meg Kairóban. Ez a struktúra a vallásos építészet egyik legkedveltebb típusai volt.

### Damaszkusz: egy ókori kulturális központ változásai
Núr ad-dín kórháza, 1154 – antik timpanonnal áthidalt kapu, a kupola iraki modelleket követ, muqarnas-os kapuzat.
Bajbarsz damaszkuszi mauzóleuma, 1277–1281 – aranymozaikok díszítik belülről, amely a korai muszlim mecset mintáit követi.

## Díszítőművészet, használati eszközök
Művészeti és építészeti szempontból az Ajjúbidák legnagyobb eredménye, hogy előkészítették a közeget a mameluk építészet és művészet számára. A dekoratív művészetek terén az Ajjúbidák elsősorban az intarziás, fémberakásos kovácsolt és a különböző égetett kerámiatárgyak terén tűnt ki figyelemreméltó teljesítményekkel. A sárgaréz intarziás ezüst és/vagy aranytárgyakat olyan kézművesek készíthették az Észak-Irakban szokásos stílusban, akik sűrűn kaptak megbízásokat a királyi családtól. Ezek a tárgyak, elsősorban vizeskancsók, medencék, tálcák, és gyertyatartók figurális ábrázolásokat tartalmaznak és különféle feliratokat. Az ajjúbida kor fazekasai kitűntek a fénymázas és a különféle zománc alatti festészettel, amely elsősorban Szíriában volt divatos.
A kék és fekete színek használata az átlátszó máz alatt először Iránban alakult ki 1200 körül; A szíriai darabok szerényebb díszítéssel rendelkeznek.
A mameluk művészet kiemelkedő alkotása az üvegáru, amely virtuóz mesterek munkáit dicséri. A mecsetekben használatos lámpák és kandeláberek mellett számtalan mindennapi használati tárgy is készült, például rózsavíztartó edények, arany- és zománcberakásos medencék, permetezőüvegek, széles szájú bögrék. Mameluk üvegipari technológia jelentős hatással volt később a velencei üvegiparra is, ami később felváltotta a keresett mameluk üvegművességet.
A bútorművességre példa a díszesen faragott elefántcsont-berakásos szekrénykék, faajtók. A takácsművészetre a geometriai egységekre bontott szőttesek, amelyek vörös zöld és kék tónusokban készültek.

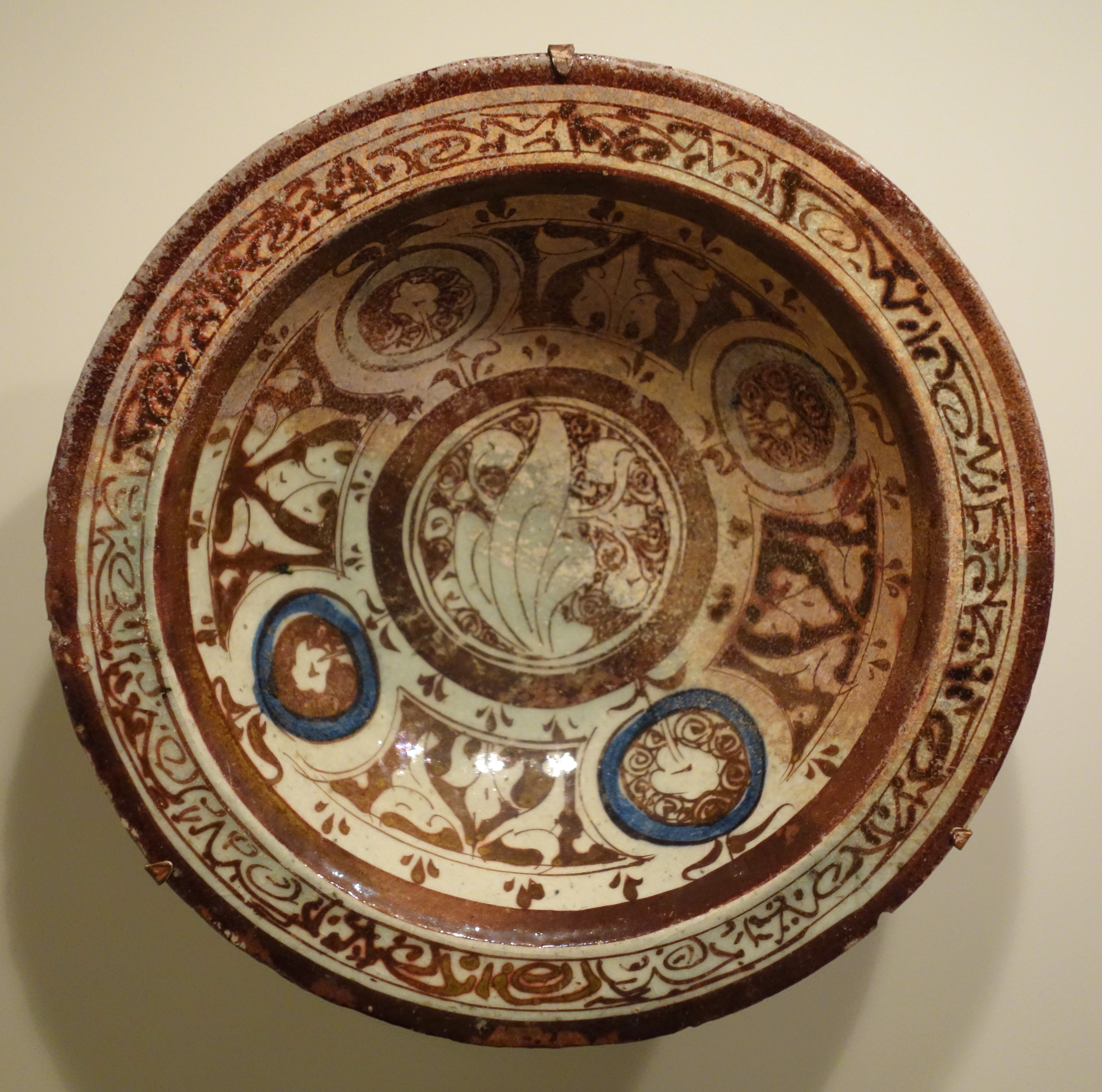
Mázas kerámia Rakkából (Szíria), az ajjubida korból.
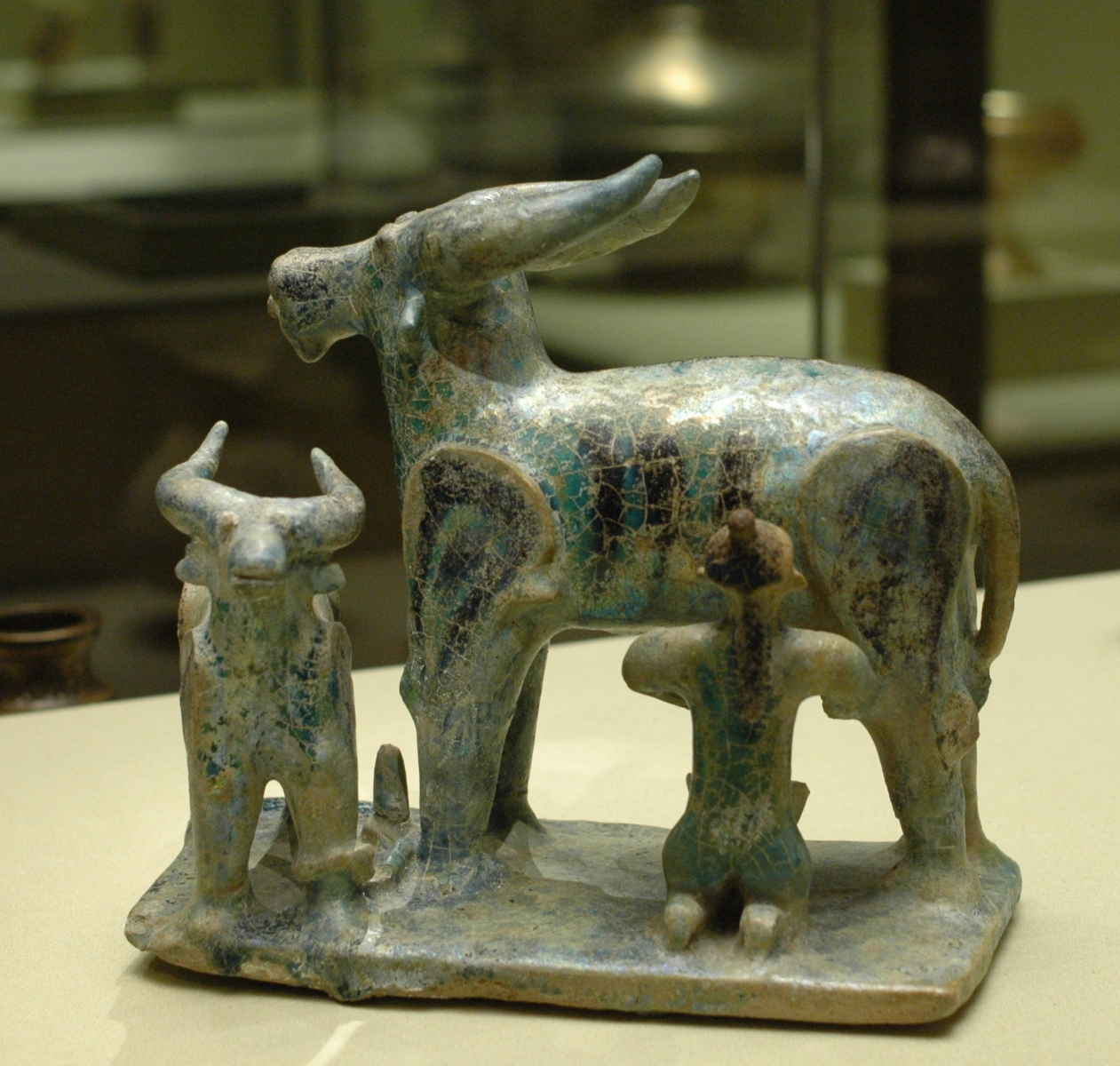
Ajjúbida kerámiatárgy Rakkából
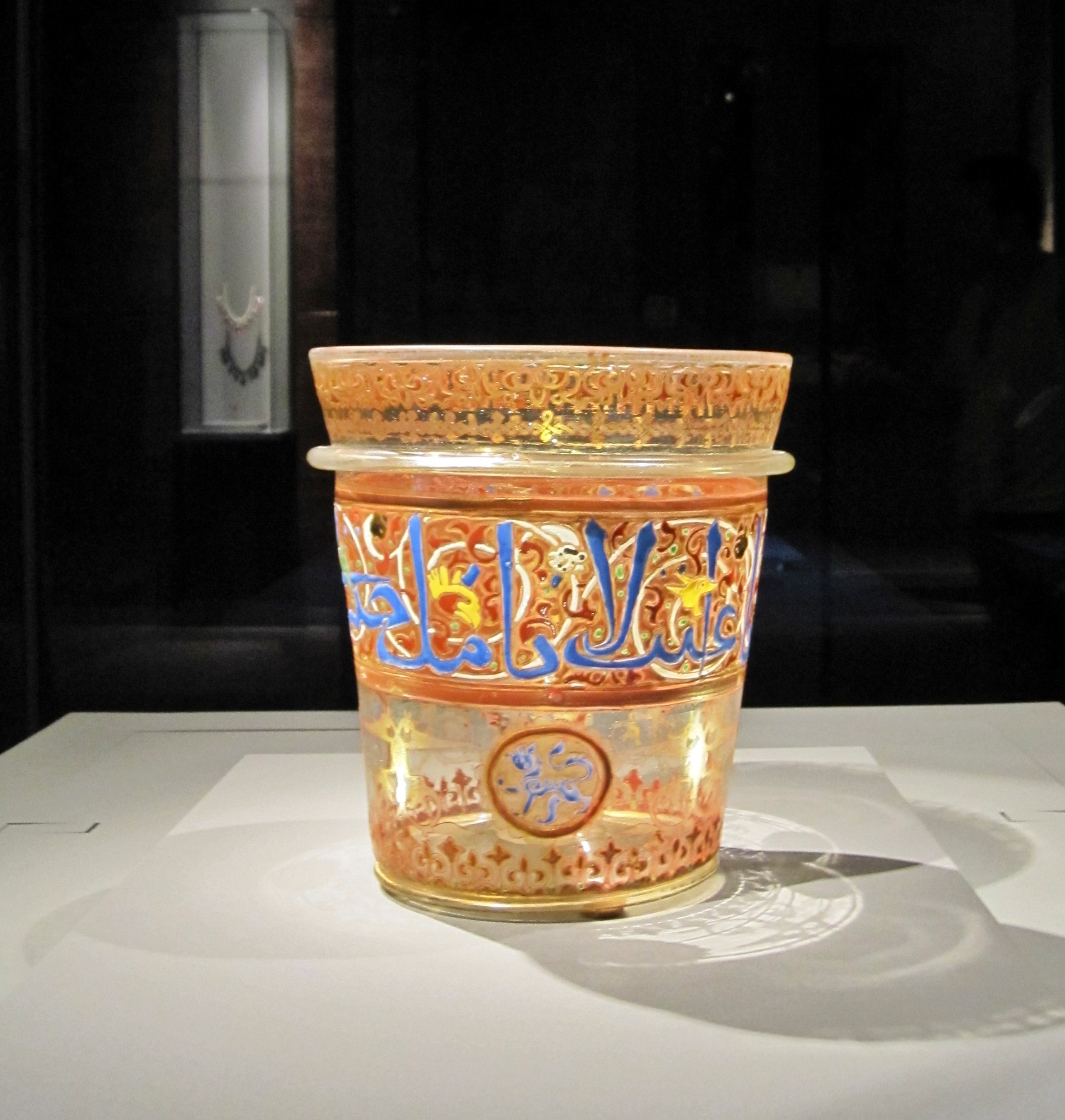
Festett kerámiával díszített üvegtárgy a 14. századból (mamluk korszak)
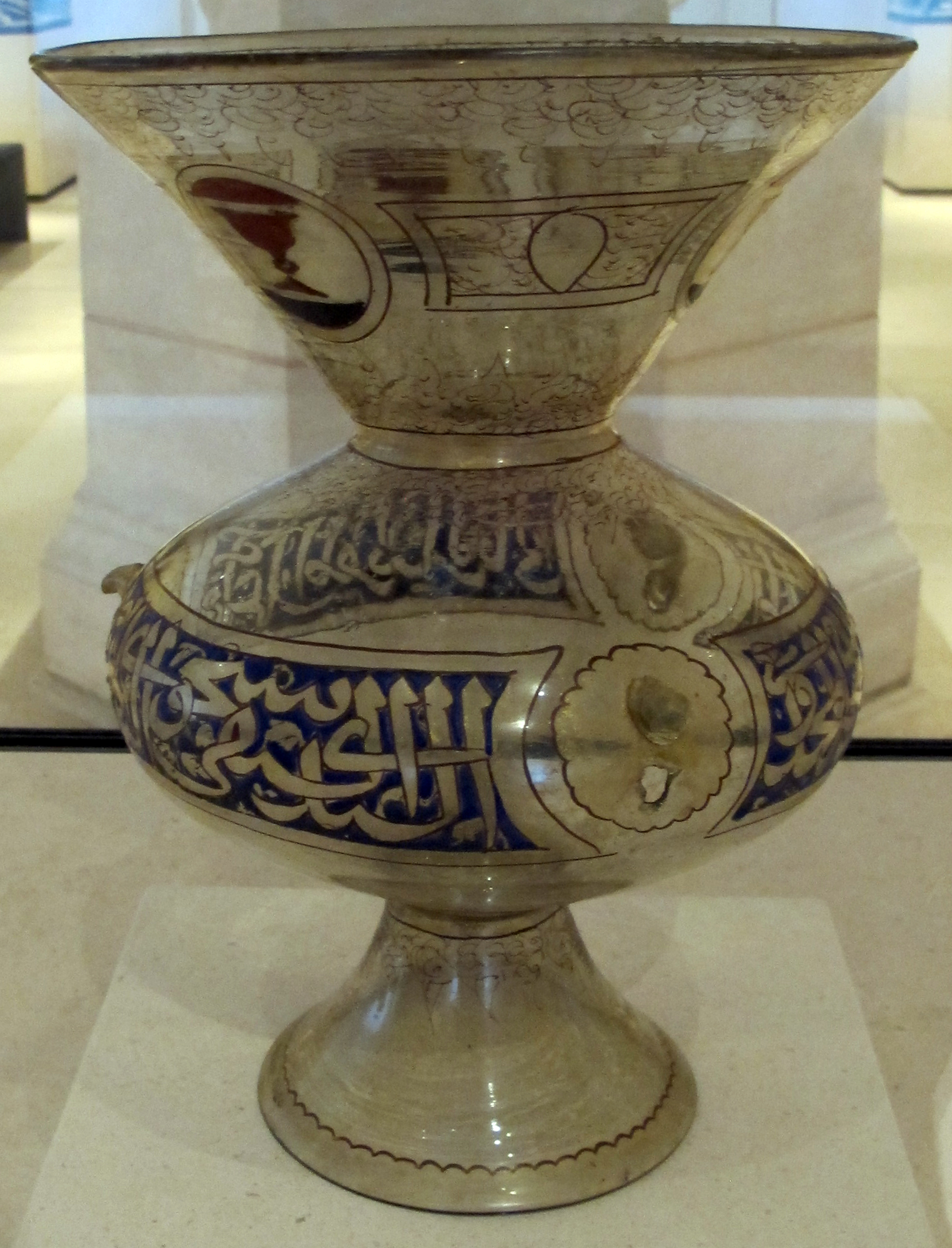
Üvegedény, 1350 körül
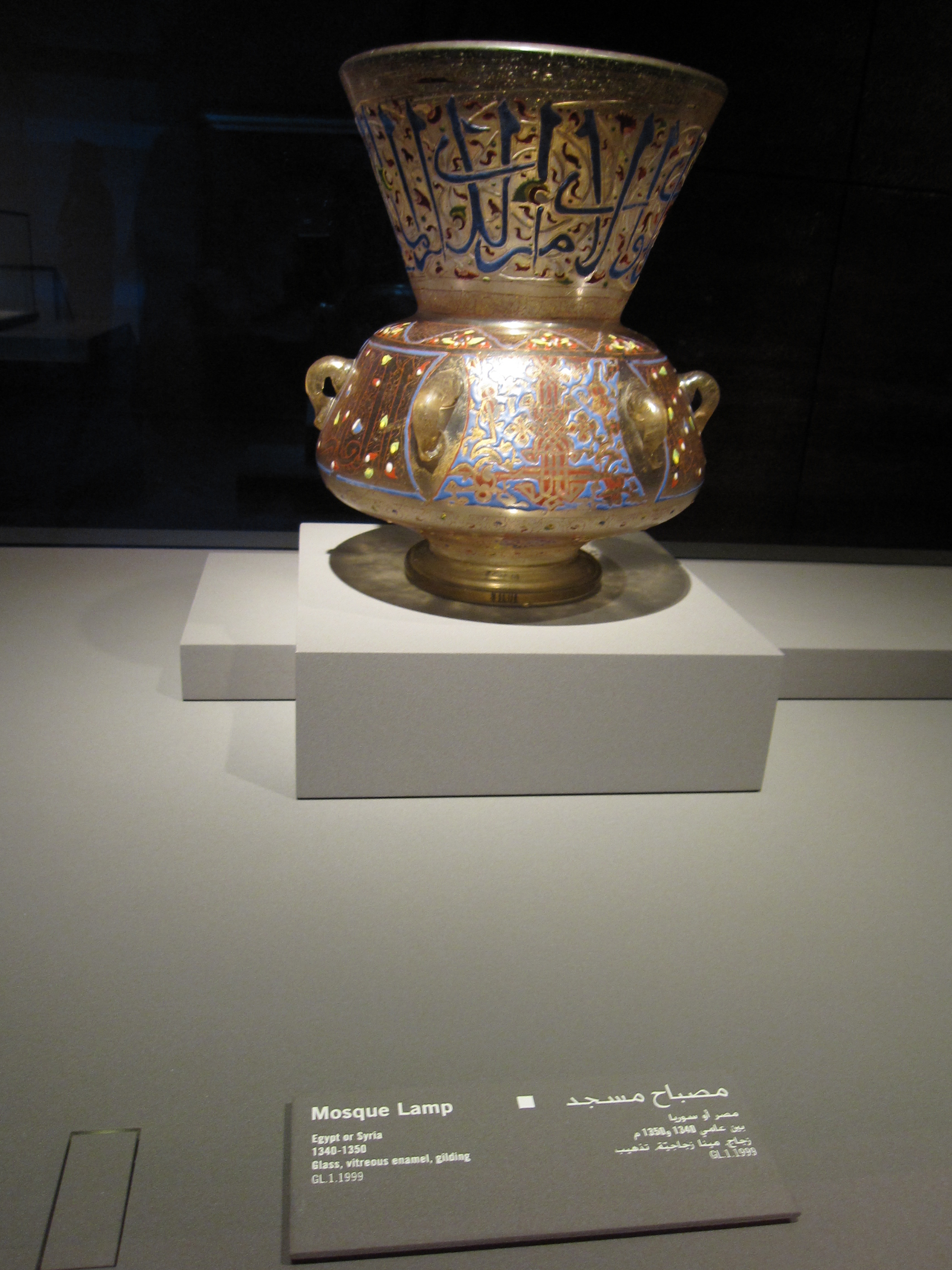
Mecsetlámpa a mamluk korszakból
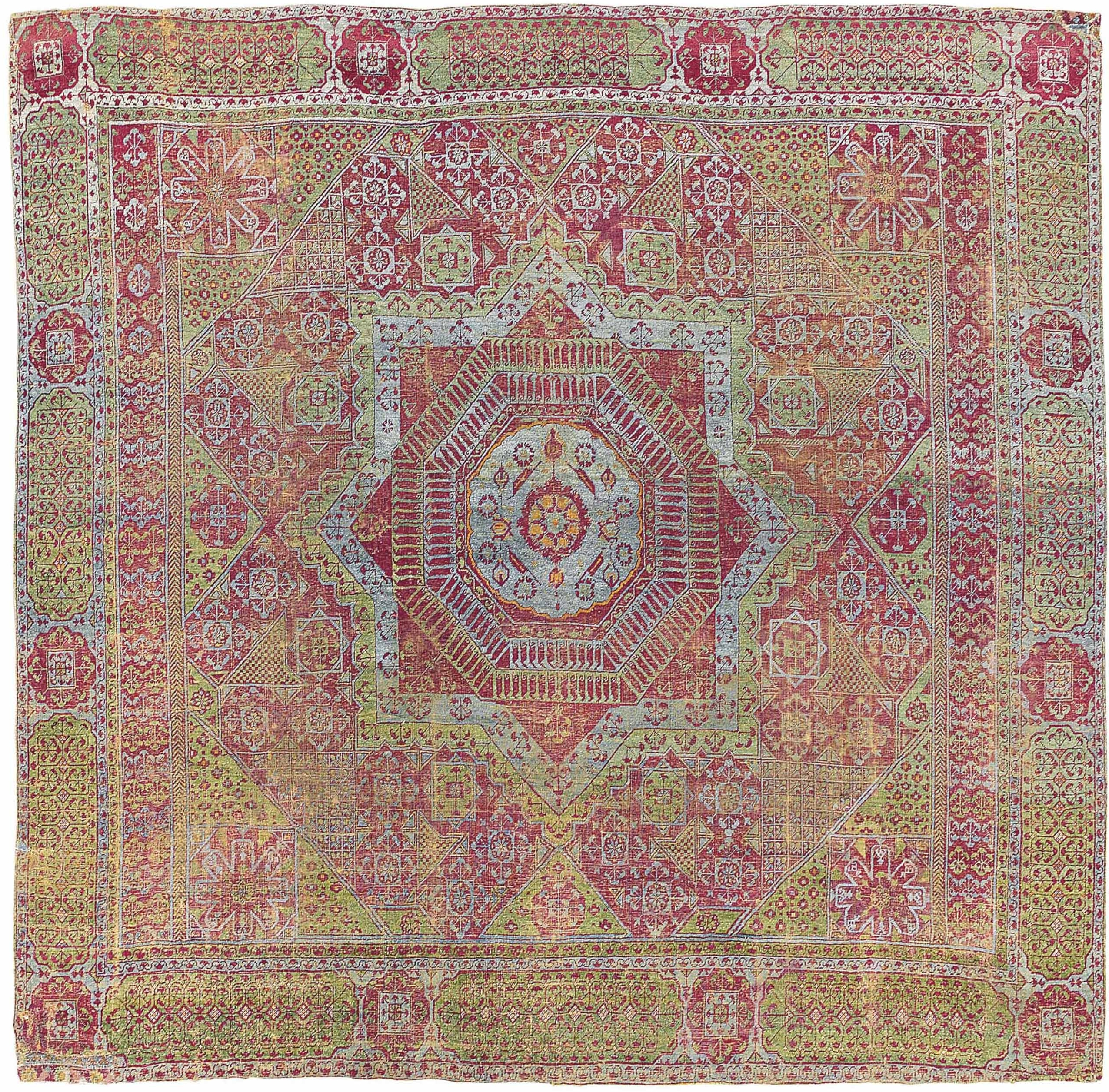
Szőttes a korai 14. századból
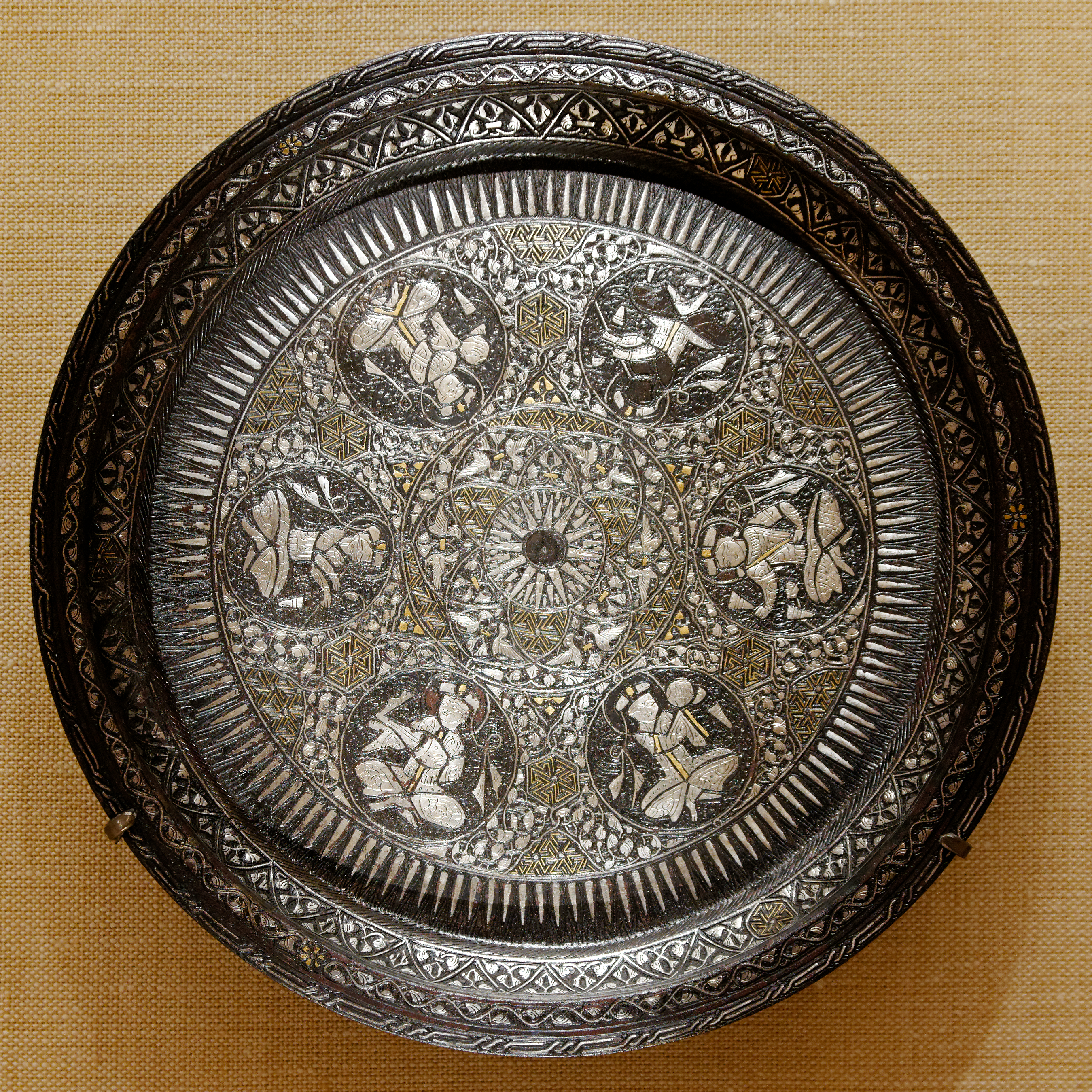
Sárgaréz tányér 14. századból